# Madonna con Bambino e i santi Massimo, Rocco e Sebastiano
La Madonna con bambino e i santi Massimo, Rocco e Sebastiano (Pala di s. Massimo: Madonna col Bambino, s. Massimo vescovo, san Rocco e san Sebastiano, sullo sfondo san Giacomo e san Francesco) è una tela di Agostino Ugolini, dipinta nel 1805 circa. È posta sull'altare maggiore della Chiesa di San Massimo di Verona.
Fu probabilmente commissionata da don Luigi Marcello, parroco dal 1801 al 1814.